# 国宝保存法
国宝保存法（こくほうほぞんほう、昭和4年3月28日法律第17号）は、日本の文化財保護に関する、廃止された法律。
1929年（昭和4年）7月1日施行。古社寺保存法 （こしゃじほぞんほう、明治30年6月10日法律第49号）を引き継いで制定され、 1950年（昭和25年）8月29日、文化財保護法施行に伴い廃止された。条文は25条で、関係省庁は大蔵省、文部省。

## 概要
従来の古社寺保存法では、古社寺の建造物及び宝物類で、「特ニ歴史ノ証徴又ハ美術ノ模範」であるものを「特別保護建造物」または「国宝」に指定し、保護してきた。
国宝保存法では、古社寺の所有要件をはずし、国有、公有、私有であっても「国宝」の指定対象になった。また、古社寺保存法時代の「特別保護建造物」は「国宝」と称することとした。
文化財保護法施行に伴い、国宝保存法時代の「国宝」は、文化財保護法の規定による重要文化財に指定したものとされた。文化財保護法の規定による国宝との混同を避けるため「旧国宝」といわれる場合がある。

## 勅令
- 国宝保存法施行令（昭和4年6月29日勅令第210号）
- 国宝保存会官制（昭和4年6月29日勅令第211号）